# Arabitragus jayakari
Il tahr dell'Arabia (Arabitragus jayakari) è una specie di tahr originaria dell'Arabia. Fino a tempi recenti, veniva classificato nel genere Hemitragus, ma alcuni aspetti genetici supportano una nuova collocazione in un genere monotipico separato.
Il tahr dell'Arabia è la più piccola specie di tahr. È di costituzione robusta ed entrambi i sessi sono muniti di corna incurvate all'indietro. Tuttavia, i maschi sono molto più robusti delle femmine. Il manto è costituito da lunghi peli bruno-rossastri, con una striscia scura che corre lungo il dorso. I maschi possiedono una criniera molto impressionante che scende giù dal dorso e varia in lunghezza a seconda dell'età. I maschi più vecchi, oltre alla grande criniera, hanno anche il muso nero e delle strisce scure attorno agli occhi. Come la maggior parte delle capre e pecore di montagna, ha zoccoli gommosi che gli consentono di stare in equilibrio e muoversi sui pendii rocciosi più scoscesi.

## Distribuzione
Il thar dell'Arabia vive sugli scoscesi pendii rocciosi dei Monti Hajar negli Emirati Arabi Uniti e nel Sultanato dell'Oman, fino ad altitudini di 1800 metri sul livello del mare.

## Biologia
Diversamente dalle altre specie di tahr, quello dell'Arabia è un animale solitario che tutt'al più vive in piccoli gruppi costituiti da una femmina ed un piccolo o un maschio. Perfino durante la stagione degli amori non si raggruppa in branchi, ma in piccole unità familiari disperse. Ci sono segnalazioni di nascite avvenute in ogni periodo dell'anno; la gestazione dura 140 - 145 giorni.

### Dieta
Questi animali sono solitamente brucatori che si nutrono di erbe, arbusti, foglie e dei frutti di molti alberi. Dipendono strettamente dall'acqua e d'estate hanno bisogno di bere ogni due o tre giorni. Per farlo, scendono dai loro rifugi sulle alture per dirigersi verso i corsi d'acqua conosciuti come uadi. Quando l'acqua si fa più scarsa, si spostano verso nuove regioni.

### Minacce
Il tahr dell'Arabia è minacciato a causa dell'intenso sovrapascolo, del bracconaggio e della distruzione dell'habitat. In Oman, negli ultimi anni, l'aumento degli spostamenti della popolazione umana verso le aree urbane ha portato all'inselvatichimento delle capre domestiche, che sono andate a pascolare nelle aree che una volta erano abitate dai tahr. Il degrado dell'habitat è dovuto anche alla costruzione di strade ed edifici e all'estrazione mineraria. Inoltre i bracconieri tendono la posta agli animali che scendono in pianura per dissetarsi con acqua fresca.

### Conservazione
I primi tentativi per proteggere il tahr dell'Arabia risalgono al 1973. Nel 1975 ne venne vietata la caccia sui Monti Hajar. Nel 1980, prese il via un programma di allevamento in cattività portato avanti dal Centro di Riproduzione dei Mammiferi dell'Oman allo scopo di reintrodurre in natura individui cresciuti in cattività. Oggi sono presenti tre istituzioni coinvolte in questo progetto, una in Oman e due negli EAU. Molti sembrano non essere a conoscenza della grave situazione in cui si trova il tahr e per questo motivo sono state istituite altre iniziative conservazionistiche concentrate su pubblicità e campagne educative per rafforzare la notorietà dell'animale. Allo scopo di proteggere il tahr arabo, nell'aprile 2009 un decreto regio ha portato all'istituzione della Riserva di Wadi Wurayah Fujairah, negli Emirati Arabi Uniti.